# Santo Tomé y Príncipe en los Juegos Olímpicos de Atlanta 1996
Santo Tomé y Príncipe estuvo representado en los Juegos Olímpicos de Atlanta 1996 por dos deportistas, un hombre y una mujer, que compitieron en atletismo.
La portadora de la bandera en la ceremonia de apertura fue la atleta Sortelina Pires. El equipo olímpico santotomense no obtuvo ninguna medalla en estos Juegos.